# Ivan Pudar
Ivan Pudar (Zimony, 1961. augusztus 16. –) olimpiai bronzérmes jugoszláv válogatott horvát labdarúgó, kapus, edző.

## Pályafutása

### Klubcsapatban
1979 és 1986 között a Hajduk Split, 1986–87-ben a Spartak Subotica, 1987 és 1990 között ismét a Hajduk labdarúgója volt. A Hajdukkal két jugoszláv kupagyőzelmet ért el. 1990–91-ben a portugál Espinho, 1991–92-ben a Boavista kapusa volt.

### A válogatottban
1985-ben egy alkalommal szerepelt a jugoszláv válogatottban. Részt vett az 1982-es spanyolországi világbajnokságon. Az 1984-es Los Angeles-i olimpián pedig bronzérmet szerzett a csapattal.

### Edzőként
2004 és 2018 között horvát csapatoknál dolgozott edzőként. A HNK Šibenik, a Hajduk Split, a HNK Trogir, az NK Solin, a Hrvatski Dragovoljac, az HNK Segesta, az NK Zadar, az RNK Split szakmai munkáját irányította. 2018-ban a kazah FK Kaszpij együttesénél tevékenykedett.

## Sikerei, díjai
Jugoszlávia
- Olimpiai játékok
  - bronzérmes: 1984, Los Angeles

 Hajduk Split
- Jugoszláv kupa
  - győztes (2): 1984, 1987

 Boavista
- Portugál kupa
  - győztes: 1992